# Vilamoura

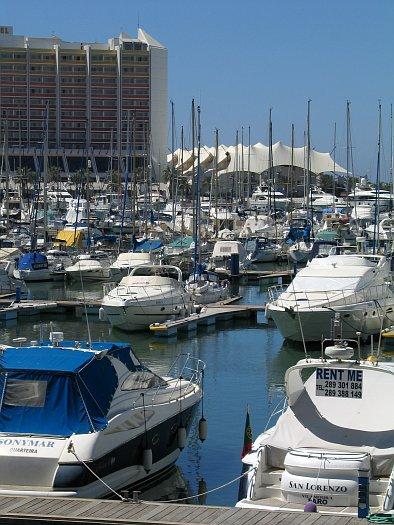
Marina de Vilamoura

Vilamoura é uma urbanização situada no Algarve (concelho de Loulé, pertencendo à freguesia de Quarteira). Dispõe de Marina, uma academia de golfe e cinco campos de golfe, um casino, várias discotecas, clube de ténis, clube de mergulho, outras instalações de lazer, uma extensa praia, e dezenas de hotéis de 4 e 5 estrelas.
Iniciada no ano de 1965, Vilamoura tem uma área de 1600 hectares. O projecto arquitectónico desenvolve-se em torno da marina, e inclui centenas de vivendas distribuídas pela zona residencial, e outros empreendimentos dedicados quase exclusivamente ao turismo.
Na área de Vilamoura situam-se as ruínas romanas do Cerro da Vila, onde é possível ver um complexo de banhos e os mosaicos de uma residência representando peixes.
De entre as várias iniciativas que se desenvolvem em Vilamoura encontra-se o Concurso Internacional de Saltos de Obstáculos e o PokerStars Solverde Poker Season.

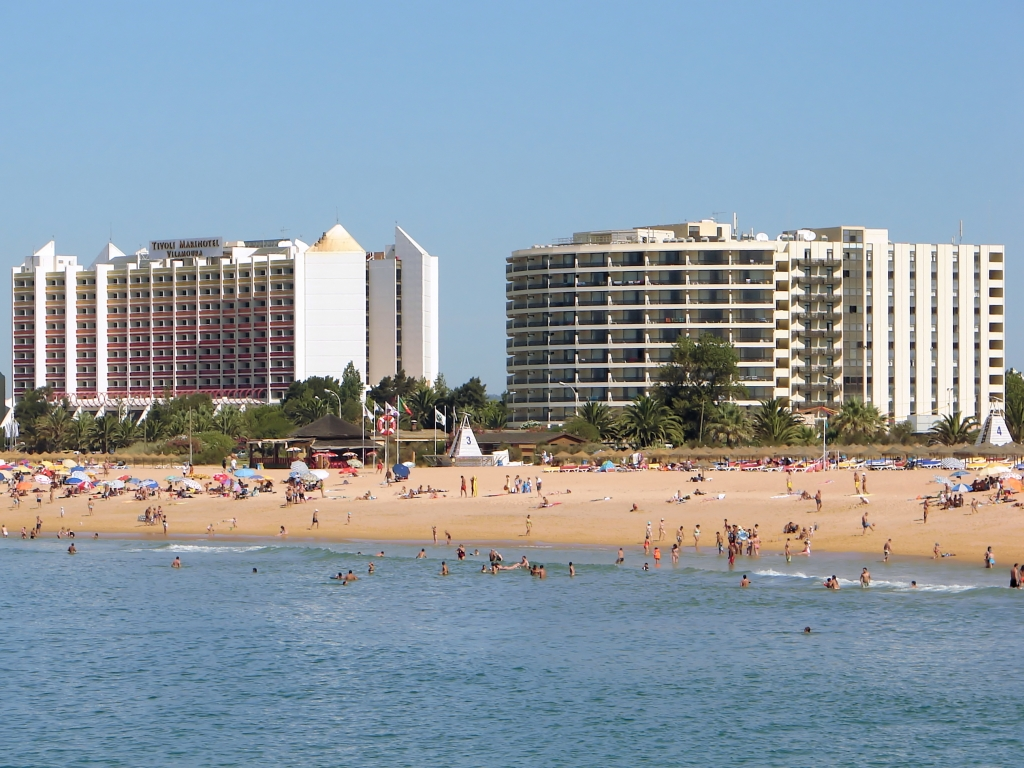
Praia da Marina

O empresário fundador foi Cupertino de Miranda, entre outros acionistas.
Posteriormente André Jordan tornou-se o proprietário e administrador, desenvolvendo o projeto Vilamoura XXI — uma reformulação generalizada do empreendimento que criou Vilamoura tal como conhecemos hoje.
Em 1996 o Banco Português do Atlântico vendeu aos empresários André Jordan e Vasco Branco a maioria do capital social da Lusotur, empresa proprietária de Vilamoura. Mais tarde, em 2000, foi adquirida a totalidade do capital social daquela sociedade. Estes empresários asseguraram a gestão do empreendimento entre 1996 e Janeiro de 2005, através de um Conselho de Administração composto por: André Jordan — Presidente, Vasco Branco — vice-presidente, Carlos Rocha — administrador delegado, Luís Correia da Silva e Gilberto Jordan — administradores.
Em 2004 quando o empresário André Jordan vendeu a Lusotur (empresa proprietária do empreendimento de Vilamoura), "fez o maior negócio da história do imobiliário em Portugal, num total de 500 milhões de euros", vendendo a Lusotur por 380 milhões de euros e a Lusotur Golfes por 120 milhões de euros.
Vilamoura esteve nas mãos de uma empresa espanhola detida pelo Catalunya Banc entre 2004 e 2015.
Em abril de 2015, os ativos imobiliários e a concessão da marina foram vendidos por 200 milhões de euros à Lone Star, uma empresa norte-americana.
Em 2021 a Lone Star vendeu o "Vilamoura Project" por cerca de 100 milhões de euros ao fundo britânico ´Arrow Capital` e a um conjunto de empresários / investidores Portugueses. 
A oeste da urbanização de Vilamoura fica uma área com 271 hectares considerada pela BirdLife International como Área Importante para a Preservação de Aves